# Eagle Butte (Dakota del Sur)
Eagle Butte es una ciudad ubicada en los condados de Dewey y Ziebach en el estado estadounidense de Dakota del Sur. En el Censo de 2010 tenía una población de 1318 habs. y una densidad poblacional de 434 hab/km². Se encuentra pocos kilómetros al noroeste de la confluencia de los ríos Misuri y Cheyenne. 

## Geografía
Eagle Butte se encuentra ubicada en las coordenadas 44°59′27″N 101°13′39″O / 44.99083, -101.22750. Según la Oficina del Censo de los Estados Unidos, Eagle Butte tiene una superficie total de 3.04 km², de la cual 3.04 km² corresponden a tierra firme y (0%) 0 km² es agua.

## Demografía
Según el censo de 2010, había 1318 personas residiendo en Eagle Butte. La densidad de población era de 434,2 hab./km². De los 1.318 habitantes, Eagle Butte estaba compuesto por el 6.83% blancos, el 0.3% eran afroamericanos, el 89.23% eran amerindios, el 0.15% eran asiáticos, el 0% eran isleños del Pacífico, el 0.15% eran de otras razas y el 3.34% pertenecían a dos o más razas. Del total de la población el 4.32% eran hispanos o latinos de cualquier raza.